# Le Talk Orange - Le Figaro
Ne doit pas être confondu avec Le Talk (émission de radio).
Pour les articles homonymes, voir Talk.
Le Talk Orange - Le Figaro est une émission politique française du journal Le Figaro, produite par Hélène Petit et animée par des journalistes du Figaro, aux débuts Guillaume Tabard et Anne Fulda, puis Carl Meeus, Judith Weintraub et Yves Thréard, en partenariat avec le fournisseur de services français Orange. Sa particularité est d'être exclusivement diffusée sur Internet (sur le Web ainsi que sur le WAP pour les téléphones mobiles).

## Principe de l'émission
Chaque jour de la semaine[pas clair] à 18 heures, le journaliste reçoit une personnalité politique ou médiatique pour discuter de questions d'actualité. Les internautes ont la possibilité de poser leurs questions sur le site internet du journal Le Figaro, sur le portail d'Orange actu, et pour les clients mobiles d'Orange, grâce à leur téléphone portable. L'interview dure entre dix et quinze minutes, et les questions des internautes qui ont été retenues (généralement deux ou trois, parfois plus) sont posées à l'invité au fil de la discussion.
L'enregistrement vidéo de l'émission est diffusé sur le portail internet d'Orange, sur la chaîne télévisuelle du groupe Orange actu, et sur le site internet du journal Le Figaro. L'émission étant tournée au format télévisuel habituel, ses contenus peuvent être réutilisés par les journaux télévisés classiques ou sur les blogs des invités ou intéressés.

## Historique
Le Talk Orange - Le Figaro, première émission politique de l'espace francophone exclusivement conçue pour les médias de type Internet, a été lancée en mai 2008 et fut animée jusqu'aux vacances d'été par Laurent Guimier, puis à partir de la rentrée 2008 par Guillaume Tabard en alternance avec Anne Fulda.
Le premier invité, le lundi 2 juin 2008, fut François Fillon, alors Premier Ministre. Il déclara ensuite avoir tenu à participer au lancement car « l'avenir de l'information et de la presse écrite passent par l'utilisation d'Internet ».